# Roureopsis pinnata
Roureopsis pinnata là một loài thực vật có hoa trong họ Connaraceae. Loài này được George King miêu tả khoa học đầu tiên năm 1897 dưới danh pháp Agelaea pinnata.
Năm 1910 Gustav August Ludwig David Schellenberg chuyển nó sang chi Taeniochlaena với danh pháp mới là Taeniochlaena pinnata. Danh pháp này hiện tại được Plants of the World Online coi là chưa đặt đúng chỗ (unplaced).
Năm 1958 Pieter Willem Leenhouts chuyển nó sang chi Roureopsis. Danh pháp này hiện nay được The Plant List công nhận là loài hợp lệ.
Năm 1989 Carel Christiaan Hugo Jongkind chuyển nó sang chi Rourea và đổi danh pháp thành Rourea dictyophylla, do danh pháp Rourea pinnata đã được Jan Frederik Veldkamp sử dụng trước đó từ năm 1968 để chỉ một loài khác ở phía đông bắc đảo Borneo, nhưng không chỉ ra lý do tại sao đổi tính từ định danh thành dictyophylla (nghĩa đen là lá có cấu trúc mắt lưới).

## Phân bố
Mẫu vật của loài này được tìm thấy tại bang Perak, Malaysia bán đảo, trong bộ sưu tập của King, số 5425.

## Mô tả
Dây leo thân gỗ dài tới 9–12 m (30–40 ft), các cành non có lông tơ mịn màu gỉ sắt, có sọc. Lá chét 3-5, dai và bóng như da mỏng, không đều (các lá chét ở giữa là to nhất), hình elip, rộng và có đỉnh nhọn hoắt ngắn, gốc thuôn tròn hay gần hình nêm, mặt trên nhẵn nhụi, trừ gân giữa có lông tơ nhỏ; mặt dưới có lông tơ nhỏ gần áp ép, các gân ngang khác biệt, gân giữa có lông măng; gân chính 7-10 đôi, trải rộng và cong lên trên, rõ nét ở mặt dưới, hơi chìm ở mặt trên; chiều dài lá chét tận cùng là 6-8 inch, rộng 3-3,5 inch; cuống lá chét này khớp nối vào trục lá và không dài hơn cuống của các lá chét bên (hơi nhỏ hơn lá chét tận cùng). Chùy hoa dài khoảng 1 inch, tạo cụm dày dặc ở nách lá, nhiều hoa, có lông măng nhỏ. Hoa dài 3 inch, cuống hoa dài khoảng 1,5 inch. Đài hoa chia tới tận đáy thành 5 đoạn lộn ngược thẳng nhọn, dài bằng nửa cánh hoa, có lông măng mặt ngoài. Cánh hoa thẳng, nhọn hơn, nhẵn nhụi, màu trắng bên trong và màu tía bên ngoài. Nhị 5, ngắn hơn nhụy, bao phấn gần hình cầu. Nhụy 5, bầu nhụy có lông măng mềm; vòi nhụy tỏa rộng, uốn ngược; đầu nhụy chẻ đôi. Quả chưa rõ.